# メタバナジン酸アンモニウム
メタバナジン酸アンモニウム(Ammonium metavanadate)は化学式NH4VO3を持つ水溶性の黄色結晶性固体である。バナジン酸試薬としてメタバナジン酸カリウムKVO3と同様に研究室でよく使われる。

## 結晶構造
メタバナジン酸アンモニウムの結晶は、VO4四面体の角を共有した無限の鎖を含む。

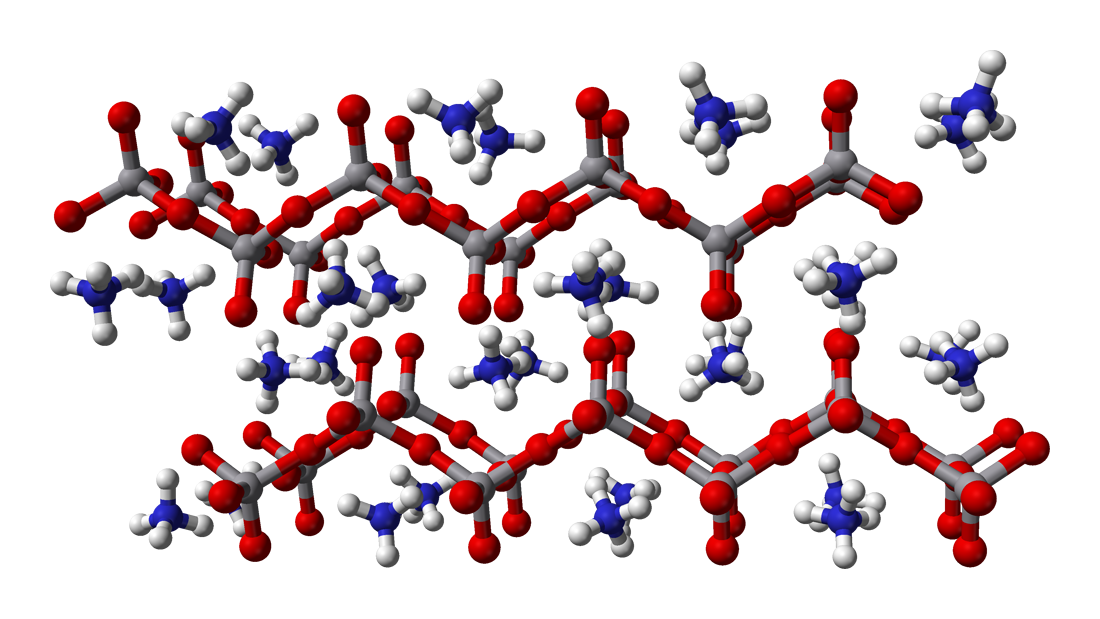
球棒モデル
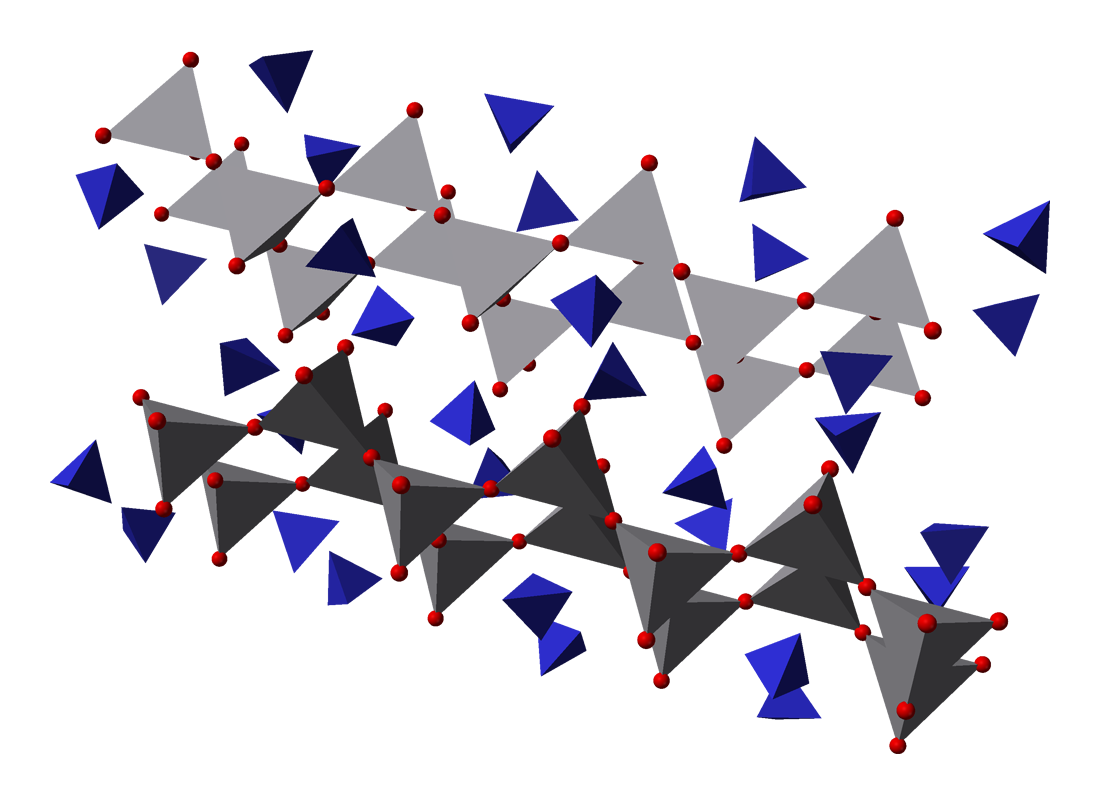
多面体モデル
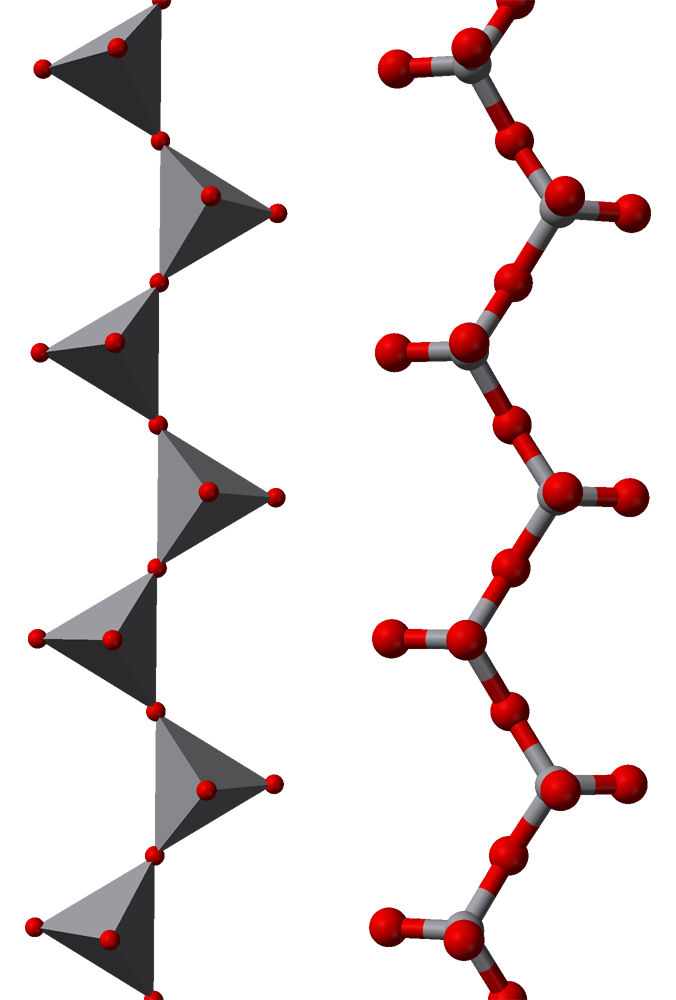
[(VO3)n]n−鎖